# Repatriación
Repatriación é um município do Paraguai, departamento de Caaguazú. Possui uma população de 35.653 habitantes e uma área de 324 km²

## Transporte
O município de Repatriación é servido pela seguinte rodovia:
- Caminho em pavimento ligando a cidade ao município de Caaguazú
- Caminho de pavimento ligando a cidade de Coronel Oviedo ao município de Mbocayaty del Guairá (Departamento de Guairá).[1][2][3]